# Antillas Neerlandesas en los Juegos Centroamericanos y del Caribe
Antillas Neerlandesas participa en los Juegos Centroamericanos y del Caribe desde la décima sexta edición, realizada en Ciudad de México en 1990.
El país estuvo representado ante los Juegos Suramericanos por el Comité Olímpico de las Antillas Neerlandesas hasta la disolución de las Antillas Neerlandesas en 2010. Nunca fue sede de los Juegos Centroamericanos y del Caribe.

## Delegación
Para los XXI Juegos Centroamericanos y del Caribe, Antillas Neerlandesas contó con una delegación de 99 deportistas que participaron en 13 disciplinas deportivas.

## Medallero histórico
| Año   | País                               | Sede                       | Posición | Oro | Plata | Bronce | Total |
| ----- | ---------------------------------- | -------------------------- | -------- | --- | ----- | ------ | ----- |
| 1926  | Bandera de México                  | Ciudad de México           | -        | -   | -     | -      | -     |
| 1930  | Bandera de Cuba                    | La Habana                  | -        | -   | -     | -      | -     |
| 1935  | Bandera de El Salvador             | San Salvador               | -        | -   | -     | -      | -     |
| 1938  | Bandera de Panamá                  | Ciudad de Panamá           | -        | -   | -     | -      | -     |
| 1946  | Bandera de Colombia                | Barranquilla               | -        | -   | -     | -      | -     |
| 1950  | Bandera de Guatemala               | Ciudad de Guatemala        | -        | -   | -     | -      | -     |
| 1954  | Bandera de México                  | Ciudad de México           | -        | -   | -     | -      | -     |
| 1959  | Bandera de Venezuela               | Caracas                    | -        | -   | -     | -      | -     |
| 1962  | Bandera de Jamaica                 | Kingston                   | -        | -   | -     | -      | -     |
| 1966  | Bandera de Puerto Rico             | San Juan                   | -        | -   | -     | -      | -     |
| 1970  | Bandera de Panamá                  | Ciudad de Panamá           | -        | -   | -     | -      | -     |
| 1974  | Bandera de la República Dominicana | Santo Domingo              | -        | -   | -     | -      | -     |
| 1978  | Bandera de Colombia                | Medellín                   | -        | -   | -     | -      | -     |
| 1982  | Bandera de Cuba                    | La Habana                  | -        | -   | -     | -      | -     |
| 1986  | Bandera de la República Dominicana | Santiago de los Caballeros | -        | -   | -     | -      | -     |
| 1990  | Bandera de México                  | Ciudad de México           | 22/29    | 0   | 0     | 1      | 1     |
| 1993  | Bandera de Puerto Rico             | Ponce                      | 14/31    | 1   | 0     | 3      | 4     |
| 1998  | Bandera de Venezuela               | Maracaibo                  | 12/32    | 3   | 2     | 5      | 10    |
| 2002  | Bandera de El Salvador             | San Salvador               | 23/31    | 0   | 0     | 2      | 2     |
| 2006  | Bandera de Colombia                | Cartagena de Indias        | 13/32    | 2   | 1     | 1      | 4     |
| 2010  | Bandera de Puerto Rico             | Mayagüez                   | 13/28    | 2   | 3     | 2      | 7     |
| Total | Total                              |                            |          | 8   | 6     | 14     | 28    |

## Desempeño
Antillas Neerlandesas ocupó el decimotercer lugar en la última edición de los Juegos Mayagüez 2010.

### XXI Juegos Centroamericanos y del Caribe Mayagüez 2010
Fuente:
Organización de los XXI Juegos Centroamericanos y del Caribe Mayagüez 2010. 
| Clasificación del País | Clasificación del Total | Deportista       | País                  | Disciplina |   |   |   | Total |
| 1                      | 89                      | Churandy Martina | Antillas Neerlandesas | Atletismo  | 2 | 0 | 1 | 3     |